# Ruth Mangue
Ruth Mangue Nve (ur. 23 czerwca 1975) – lekkoatletka z Gwinei Równikowej, sprinterka, olimpijka.
Zawodniczka reprezentowała swój kraj na igrzyskach w Barcelonie. Startowała w biegu na 200 metrów (odpadła w eliminacjach z czasem 27,65 s.) i w biegu na 400 metrów (odpadła w eliminacjach z czasem 1:03,32 s.)

## Rekordy życiowe
| Dystans            | Wynik | Miejsce   | Data            |
| ------------------ | ----- | --------- | --------------- |
| bieg na 200 metrów | 27,65 | Barcelona | 3 sierpnia 1992 |
| bieg na 400 metrów | 59,45 | Clemson   | 17 maja 1997    |